# Берёзка (Окуловский район)
Берёзка — деревня в Окуловском муниципальном районе Новгородской области, относится к Угловскому городскому поселению.

## География
Деревня расположена на Валдайской возвышенности, в 8 км к югу от посёлка Угловка, в 12 км к юго-востоку от съезда «Угловка» с М11, в 34 км к юго-востоку от города Окуловка.

## Население
| 2002 | 2004 | 2010 | 2011 |
| ---- | ---- | ---- | ---- |
| 12   | ↘11  | ↘6   | →6   |

## История
В 1773—1927 деревня Берёзка находилась в Валдайском уезде Новгородской губернии. С начала XIX века до 1924 относилась к Сопкинской волости Валдайского уезда.
Отмечена на картах 1788, 1812, 1816, 1826—1840.
В 1908 в деревне Берёзка было 28 дворов с 24 домами и населением 129 человек. Имелись часовня и хлебо-запасной магазин.
Деревня Берёзка относилась к Суховскому сельсовету. В 1954 вошла в состав Селищенского сельсовета.
В 1965 Селищенский сельсовет был переименован в Званский.
В 2005 деревня Берёзка вошла в состав Угловского городского поселения.

## Транспорт
Ближайшая ж/д станция «Селище» — в 5 км от деревни Берёзка.